# Sírok között
A Sírok között (eredeti cím: A Walk Among the Tombstones) 2014-ben bemutatott amerikai bűnügyi-thriller, melyet Scott Frank rendezett. A forgatókönyvet Lawrence Block azonos című regényéből Frank írta. A főszerepet Liam Neeson, Dan Stevens, Boyd Holbrook és Sebastian Roché alakítja.
Az Amerikai Egyesült Államokban 2014. szeptember 19-én mutatták be a mozikban, Magyarországon október 30-án jelent meg szinkronizálva az ADS Service forgalmazásában.
A Metacritic oldalán a film értékelése 57% a 100-ból, ami 36 véleményen alapul. A Rotten Tomatoeson a Sírok között 65%-os minősítést kapott, 126 értékelés alapján.

## Cselekmény
|  | Alább a cselekmény részletei következnek! |

Manhattan, 1991: Egy szolgálaton kívüli New York-i rendőrtiszt (NYPD), Matthew Scudder (Liam Neeson) belekeveredik egy fegyveres rablásba az egyik helyi bárban. Két rablót megöl, a harmadikat megsebesíti a combján. Később kiderül, hogy egy eltévedt golyó megölt egy hétéves kislányt.
Scuddert elhívja magához egy Kenny Kristo nevű férfi, aki arra kéri, hogy segítsen megkeresni a feleségének gyilkosát. Kenny kifejti, hogy a feleségének elrablói váltságdíjat kértek, és annak ellenére, hogy kifizette a 400.000 dollárt, megölték a feleségét.
Bár Kenny Kristo azt állítja magáról, hogy az építőiparban dolgozik, Scudder azt a következtetést vonja le, hogy Kenny egy drogdíler. A férfi 20.000 dollárt kínál fel azonnal a segítségért, és további húszezret, de nem hajlandó kihívni az FBI-t, vagy a helyi rendőrséget. Scudder eleinte elutasítja a munkát.
Scudder az anonim alkoholisták gyűlésén elmondja, hogy már 8 éve nem iszik alkoholt.
A lakása folyosóján Kenny Kristo vár rá, és elmondja neki, hogy az emberrabló ide-oda küldözgette, majd egy ócska személyautó csomagtartójában megtalálta a felesége feldarabolt holttestét.
Egy helyi könyvtárban Scudder találkozik egy TJ nevű zűrös, kamasz, néger sráccal, aki segít Scuddernek információkat találni a neten Kenny eseményéhez hasonló esetekről. TJ megpróbálja észrevétlenül követni Scuddert, de nem sikerül neki. Scudder a társának fogadja TJ-t.
Scudder nyomon követi az emberrablókat, behatol egy tetőtéri lakrészbe, majd ott találkozik egy Jonas Loogan nevű gondnokkal, aki az egyik áldozat maradványait felfedezte a tóban. Jonas galambokat tart, és elmondja, hogy két férfi elrabolt egy nőt, neki kellett egy furgonban ülnie, majd megmondja az egyik elkövető nevét (Ray), leugrik a tetőről és halálra zúzza magát.
TJ-t két alak alaposan megveri az utcán, kórházba kerül, ahol Scudder meglátogatja.
Egy orosz drogdíler magatehetetlen, ágyban fekvő feleségét odaadóan ápoló lányát is elrabolják az emberrablók, ő is Scudder segítségét kéri. Scudder a lány kutyájának a nevét kérdezi és az előző kutya nevét. Az emberrablók később felhívják és megadják a kért adatokat. Scudder eközben TJ segítségét kéri, hogy menjen el a lakására és hozzon el egy csomagot. Scudder tovább tárgyal az emberrablókkal és egy temetőben javasolja a cserét: ő viszi a pénzt, ők pedig átadják neki a lányt sértetlenül. Megtörténik a csere, de Scudder sem egyedül ment, így lövöldözés tör ki. Az egyik emberrablót haslövés éri. TJ elbújik a furgonjukban és a rejtekhelyükön száll ki. A másik emberrabló egy zsinórral megöli sérült társát.
A megmaradt emberrabló rátámad Scudderre, ő egy kézitusa végén fejbelövi. Amikor hazaér, ott találja a heverőn TJ-t, amint alszik.
|  | Itt a vége a cselekmény részletezésének! |

## A film készítése
A forgatás 2013. március 3-án kezdődött New Yorkban. A film készítői meghívták a mű íróját, Lawrence Block-ot a forgatásra. Block-ot sokan kérdezték, hogy ki lenne az ideális a szerepre. Block listájának tetején Liam Neeson állt, mert amióta látta a Michael Collins című filmet (természetesen Liam-mel a főszerepben) azóta tartotta őt a legalkalmasabbnak a szerepre. Block még hozzátette azt is, hogy nem is lehetne boldogabb, mert "zseniális szakemberek és valódi művészek dolgoznak a filmen." "A könyvem jó kezekben van" – tette hozzá.
A film október 8-án készült el. A korhatár szerinti besorolását az MPPA végezte. Besorolása szerint az R-t kapta, mert " durva erőszak, zavaró képek és rövid meztelenség" szerepel a filmben.

## Szereplők
| Színész               | Szereplő        | Magyar hang      |
| --------------------- | --------------- | ---------------- |
| Liam Neeson           | Matthew Scudder | Csernák János    |
| Dan Stevens           | Kenny Kristo    | Szatory Dávid    |
| Sebastian Roché       | Yuri Landau     | Józsa Imre       |
| Brian Bradley         | TJ              | Penke Bence      |
| David Harbour         | Ray             | Széles Tamás     |
| Adam David Thompson   | ALbert          | Zöld Csaba       |
| Jon Goracy            | Táskás fiú      | Hamvas Dániel    |
| Eric Nelsen           | Howie           | Baráth István    |
| Ólafur Darri Ólafsson | Jonas Loogan    | Schneider Zoltán |
| Mark Consuelos        | Reuben Quintana | Bozsó Péter      |
| Leon Addison Brown    | Stover          | Bolla Róbert     |